# Tarródy István
Tarródi és német-szecsődi Tarródy István (1756 körül – Buda, 1815. május 9.) törvényszéki ülnök, Hevese vármegye alispánja, helytartósági tanácsos.

## Élete
Tarródy József, Heves vármegye alispánjának, és bátorkeszi Kerekes Magda fia. 1788-ban a József császári rendszer alatt törvényszéki ülnök, 1792-től 1799-ig másod alispán volt. 1810-ben helytartósági tanácsos, császári és királyi kamarás, arany sarkantyús vitéz; 1812-ben ezer forintot adott a Ludovikára. 59 éves korában hunyt el 1815-ben.

## Munkái
- Assertiones ex universa philosophia. Tyrnaviae, 1771.
- Lárma! mellyel az törvényesen felkelő nemes magyar vitézi sereg győzedelmes fegyverével a Mars-platzára hivattatik. Magyarországban 1809. Szent-György havában. Hely n. (Költemény. Névtelenül).
- Fels. Cs. és K. Hymen. Buda, 1810.